# Янсен, Герман
Герман Янсен (нем. Hermann Jansen; 28 мая 1869 года, Ахен — 20 февраля 1945 года, Берлин) — немецкий архитектор, градостроитель, преподаватель университета.

## Ранние годы и начало карьеры
Родился в 1869 году в семье кондитера Франциска Ксавье Янсена и его жены Марии Анны Катарины Арнольди. Окончил гуманитарную гимназию в Ахене, затем изучал архитектуру в Ахенском техническом университете у Карла Хенрици (нем.). После окончания университета в 1893 году работал в архитектурном бюро в Ахене.
В 1897 году переехал в Берлин и в 1899 году вместе с архитектором Уильямом Мюллером (нем.) открыл собственное архитектурное бюро. В том же году сделал эскизы для здания, позднее названного башней Пельцер (нем.), возведённого в родном городе архитектора. В 1903 году Янсен встал во главе архитектурного журнала «Der Baumeister» (нем., 1903—1916), первый номер которого вышел в 1902 году в Мюнхене.

## Большой Берлин и Всеобщая выставка городского планирования
В период перед 1908 годом в окрестностях Берлина благодаря частным инвестициям развернулось бурное строительство. Застройка велась бессистемно, и вскоре это привело к возникновению ряда проблем: перенаселённости, недостатку транспорта, нехватке общественных территорий. Из-за возрастающего давления город пришёл к необходимости управляемого роста, и в 1908 году был объявлен конкурс «Большой Берлин». Перед проектировщиками и архитекторами ставилась задача создать проект, связывающий центр Берлина и окрестности в единый мегаполис, от исторического центра до окраин.
Янсен был среди тех, кто представил на конкурс всеобъемлющий план развития Берлина. По окончании конкурса в 1910 году проекты Янсена и ещё одного архитектора, Йозефа Брикса (нем.), были объявлены победителями. Предложение, позже получившее название «План Янсена», стало первым комплексным проектом создания Большого Берлина. Согласно Плану Янсена развитие Берлина должно было включать создание небольшого внутреннего и более крупного наружного кольца парков, садов, лесов и лугов, которые бы соединялись озеленёнными радиальным коридорами, выходящими из компактного внутреннего города. Зелёные пространства в Плане Янсена были хорошо приняты и заложил основу для создания и сохранения открытых пространств внутри Берлина.
В дополнение к акценту на общественных пространствах План Янсена отмечали за внимание к проблеме перенаселенности центра Берлина и предложение организовать скоростную транспортную систему, связывающую центр города с пригородами. Особенно популярным эту часть Плана Янсена делала предложенная концепция социально-позитивных домов для застраиваемых районов. Эти дома представляли собой отдельные строения в пределах малых населённых пунктов, которые должны были побудить представителей менее привилегированных социальных классов переселяться из центра города на окраины. Но из-за начала Первой мировой войны План Янсена был выполнен лишь частично, однако свидетельства его работы по-прежнему можно найти в некоторых формах городского пейзажа.
Конкурсная работа Янсена была представлена на Всеобщей выставке городского планирования (нем. Allgemeine Stadtebay-Ausstellung), которая прошла 1 мая 1910 года в Королевской академии искусств, известной в настоящее время как Берлинский университет искусств. Выставка стала одним из первых мероприятий, посвящённых всестороннему обзору городского планирования, и в связи с неожиданно высокой популярностью многие её экспозиции, включая План Янсена, в том же году были представлены на конференции в Лондоне.

## Академическая карьера
В 1918 году Янсен принят в Прусскую академию искусств, избран её сенатором и получил звание профессора. По случаю 50-летия он был удостоен звания почетного доктора Штутгартского технического университета как основатель и лидер искусства современного городского планирования. Он вошёл в Консультативный совет Министерства общественных работ прусских городов, стал членом Ассоциации берлинских архитекторов и Ассоциации немецких архитекторов.
В 1920 году Герман Янсен был назначен на должность ассоциативного профессора искусства городского планирования Берлинского технического университета. Ушёл с этой должности в 1923 году.
В 1930 году стал профессором городского планирования в Берлинском университете искусств.
Янсен работал над планированием таких немецких городов как Эмден, Минден, Гослар, Хамельн, Оснабрюк, Бранденбург, Биссингхейм (с 1929 года включён в состав Дуйсбурга), Пренцлау, Нейсе, Шверин, Швейдниц и других. Также участвовал в проектировании городов других стран, включая Ригу, Лодзь, Братиславу и Мадрид.
В 1930-х годах подготовил план города Мерсин (Турция), и в 1938 году Мерсинское межконфессиональное кладбище было размещено в одном из мест, которые предложил Янсен.

### Анкара
После неудачных попыток спланировать развитие Анкары, Турция в 1927 году объявила международный конкурс по разработке нового комплексного плана. К участию были приглашены три известных европейских проектировщика: француз Леон Жоссели (фр.) и немцы Йозеф Брикс и Герман Янсен. В 1929 году проект Янсена был признан лучшим, и архитектор получил задание разработать детальные планировки районов турецкой столицы.
В генеральном плане Янсена, предложенном для Анкары, особое внимание уделяется историческому контексту региона и предлагается вести новую застройку рядом с существующим старым городом, а не охватывать его. Янсен также высказался за обязательную интеграцию в город зеленых зон, что должно было оздоровить городскую среду, а в качестве первичной меры предложил разбивать садики спереди и позади отдельных домов.
Другой особенностью генерального плана Анкары было функциональное зонирование, что являлось новшеством по сравнению с традиционной турецкой городской структурой. Янсен разработал 18 видов жилых кварталов, каждый из которых имел определённое назначение, и промышленные зоны, расположение которых определял в соответствии с имеющимся в районе транспортом. Генеральный план не включал в себя новые коммерческие площади, предлагая в соответствии с традицией оставить для этих целей центр старого города, усиливая его роль как центра общественной жизни Анкары. Генеральный план Анкары из-за критики и политического вмешательства никогда не был полностью реализован, и в 1938 году Янсен попросил убрать из него свою подпись.